# ハチャル・フンデサ暴動
ハチャル・フンデサ暴動（はちゃるふんでさぼうどう）は、2020年6月30日から2020年7月2日の三日間にわたってエチオピア中央部のオロミア州で発生した暴動である。オロモ人の人気歌手ハチャル・フンデサ (ሀጫሉ ሁንዴሳ)が2020年6月29日に殺害されたことを契機としたもので、首都アディスアベバ、シャシャマネ、ジンマなどの都市部が暴動の中心となった。暴動の死者は少なくとも239人にのぼり、それと同時にハチャルの殺害に抗議する非暴力運動が海外でも展開された。

## 背景
ハチャル・フンデサはエチオピアで人気を博していた歌手であった。彼の歌には政治批判的なものが多く、2016年エチオピア抗議デモでは彼の歌がオロモ人の民族主義の象徴として描かれ、ハチャルはますます有名になっていった。彼の出身であるオロモ人はアムハラ人と共にエチオピアの二大民族であるが、政治的権力はアムハラ人の方が大きく、またアムハラ人による差別に長年苦しんできた。2020年6月29日夜、ハチャルはアディスアベバ南部のゲラン (Gelan)のマンション街で何者かに銃で撃たれ、ティルネシュ北京総合病院 (Tirunesh Beijing General Hospital)に搬送されるも死亡した。この悲報が伝わると、何千ものファンがハチャルが移送された病院に押し寄せたため、アディスアベバ市警察は病院の外に群がっていた群衆を四散させるために催涙ガスを使用した。これに対し群衆の一部はタイヤに火を付けるなどをして警察の不当な扱いに対して抗議し、市内のいくつかの地域では銃声も聞こえたと報告されている。ハチャルの遺体は故郷であるアンボに移送される予定だったが、途中ジャワル・モハメドやベケレ・ゲルバ (Bekele Gerba)といった彼の支持者によって奪い去られ、アディスアベバに埋葬された。

## 暴動
ハチャルの死は、エチオピアに以前から存在したオロモ人による公民権運動を更に活発化させ、エチオピア全土に怒りや憤りが広がった。2020年6月30日、ハチャルの死に対する抗議デモ参加者は、オロミア州の主要都市とアディスアベバ市街の通りを占拠し、ハチャルの死を深く嘆き"ハチャルの正義"を要求するデモを行った。オロモ人活動家らは同年5月から6月にかけて行われたアメリカ合衆国のジョージ・フロイド抗議運動と今回のハチャルの殺害事件をなぞらえて論じていたが、これに対してそのような主張は意味のないものであり、民族運動において暴力を行使するための口実に過ぎないと批判する者も出た。同日、青年活動家らがアディスアベバ市街一帯にある公共施設や商業施設で暴動を起こし、商店が略奪される事件が起きた。この他にもアディスアベバ市内においては爆発が三度にわたって起き、容疑者と爆発に巻き込まれた一般市民が殺害された。警察との戦闘も相次ぎ、7人の市民と3人の警官が石で殴られたり、銃で撃たれたり、一連の爆発事件によって犠牲となった。アダマの抗議デモでは、9人のデモ参加者が殺害され、一般市民75人が怪我を負う事態となった。アンボでは3人の警官と78人の市民、うち9人の市民が保安部隊によって大混乱の中ハチャルの葬儀中に殺された。犠牲者の中にはハチャルのおじもいた。

## 影響
6月30日午前9時、混乱を招くということでインターネットがエチオピア中で遮断された。メディアオーナーで活動家でもあるジャワル・モハメドはフェイスブックにて"やつらはハチャルを殺しただけではなく、オロモ民族の心をまたもや殺した！！我々を殺してみるがよい、だがオロモ人は絶対に屈しない、絶対に！！"とハチャルの殺害に悲憤慷慨した。